# Thun-Saint-Amand
Thun-Saint-Amand település Franciaországban, Nord megyében. Lakosainak száma 1102 fő (2022. január 1.). Thun-Saint-Amand Mortagne-du-Nord, Château-l’Abbaye, Lecelles, Maulde és Nivelle községekkel határos.

## Népesség
A település népessége az elmúlt években az alábbi módon változott:
| Lakosok száma | 1146 | 1135 | 1143 | 1125 | 1122 | 1119 | 1116 | 1110 | 1102 |
|               | 2013 | 2015 | 2016 | 2017 | 2018 | 2019 | 2020 | 2021 | 2022 |